# Eshetu Wendimu
Eshetu Wendimu (ur. ?) – etiopski lekkoatleta, długodystansowiec.

## Osiągnięcia
- brązowy medal mistrzostw Afryki (bieg na 10 000 m, Addis Abeba 2008)

## Rekordy życiowe
- bieg na 10 000 m – 27:11,93 (2007)
- półmaraton – 59:52 (2010)
- maraton – 2:06:46 (2010)